# موریستاون (مینه‌سوتا)
موریستاون، مینه‌سوتا (به انگلیسی: Morristown, Minnesota) یک شهر در ایالات متحده آمریکا است که در شهرستان رایس واقع شده‌است.

## خصوصیات
موریستاون ۲٫۶۷ کیلومترمربع مساحت و ۹۸۷ نفر جمعیت دارد و ۳۰۶ متر بالاتر از سطح دریا واقع شده‌است.